# Gare d'Eu-la Mouillette
Ne doit pas être confondu avec Gare d'Eu.
La gare d'Eu-la Mouillette est une ancienne halte ferroviaire française de la ligne d'Épinay - Villetaneuse au Tréport - Mers, située place de la Mouillette, à proximité du centre de la ville d'Eu, dans le département de la Seine-Maritime, en région Normandie.
Devenue un point d'arrêt sans personnel de la Société nationale des chemins de fer français (SNCF), l'ancienne halte est fermée en 2011. La gare d'Eu, autre point d'arrêt de la SNCF situé sur la commune, est en service.

## Situation ferroviaire
Établie à 6 mètres d'altitude, la gare d'Eu-la Mouillette (fermée) est située au point kilométrique (PK) 178,470 de la ligne d'Épinay - Villetaneuse au Tréport - Mers, entre les gares de Longroy - Gamaches et d'Eu. Depuis Beauvais, s'intercalent les gares et haltes fermées de Longroy, d'Incheville, de Forêt-d'Eu et de Ponts-et-Marais.

## Histoire
En 1960, c'est une gare de la SNCF, indiquée « Eu-La-Mouillette », disposant d'un bâtiment et deux voies de service ; elle est alors située au PK « 178+5 ».
La desserte du point d'arrêt non géré (PANG), par les trains régionaux du réseau TER Picardie, est supprimée le 10 décembre 2011, soit la veille de la mise en place du cadencement.

## Service des voyageurs
La halte est fermée. Néanmoins, celle d'Eu est en service sur le territoire de la commune, et permet d'atteindre les mêmes destinations qui étaient auparavant accessibles depuis Eu-la Mouillette.

## Patrimoine ferroviaire
Le bâtiment voyageurs est désormais une propriété privée. Remontant à la Compagnie du chemin de fer du Tréport, il a la particularité d'être construit en bois, avec un revêtement de planches, et consiste en un édifice de quatre travées sans étage et dépourvu de fenêtre aux combles, dont la hauteur est importante. Un cabanon en briques sert d'annexe à cette construction. Par ailleurs, le quai a été démoli[Quand ?].
La gare de Blangy-sur-Bresle possédait un bâtiment similaire, désormais démoli, avec de plus grandes annexes en briques. La Compagnie du Chemin de fer du Tréport érigera également plusieurs bâtiments de dimensions semblables, mais à la façade en briques, notamment à Vieux-Rouen-sur-Bresle.